# Campeonato Paulista de Futebol de 2011
O Campeonato Paulista de Futebol de 2011 é realizado com duas divisões, ou seja; uma divisão com 3 Séries (A1-A2-A3), e uma divisão com 1 Série (B).

## Série A1

### Participantes
| Equipe       | Cidade                | Em 2010        | Estádio                   | Capacidade | Títulos             |
| ------------ | --------------------- | -------------- | ------------------------- | ---------- | ------------------- |
| Americana1   | Americana             | 3º (Série A2)  | Décio Vita                | 15.769     | 0 (não possui)      |
| Botafogo     | Ribeirão Preto        | 7º (Série A1)  | Santa Cruz                | 28.562     | 0 (não possui)      |
| Bragantino   | Bragança Paulista     | 16º (Série A1) | Nabi Abi Chedid           | 13.212     | 1 (1990)            |
| Corinthians  | São Paulo             | 5º (Série A1)  | Pacaembu                  | 37.952     | 26 (último em 2009) |
| Ituano       | Itu                   | 13º (Série A1) | Novelli Júnior            | 16.405     | 1 (2002)            |
| Linense      | Lins                  | 1º (Série A2)  | Gilberto Siqueira Lopes   | 15.770     | 0 (não possui)      |
| Mirassol     | Mirassol              | 14º (Série A1) | José Maria de Campos Maia | 14.534     | 0 (não possui)      |
| Mogi Mirim   | Mogi Mirim            | 12º (Série A1) | Romildão                  | 19.900     | 0 (não possui)      |
| Noroeste     | Bauru                 | 2º (Série A2)  | Alfredo de Castilho       | 16.899     | 0 (não possui)      |
| Oeste        | Itápolis              | 9º (Série A1)  | Amaros                    | 16.143     | 0 (não possui)      |
| Palmeiras    | São Paulo             | 11º (Série A1) | Pacaembu2                 | 37.952     | 22 (último em 2008) |
| Paulista     | Jundiaí               | 15º (Série A1) | Jayme Cintra              | 14.771     | 0 (não possui)      |
| Ponte Preta  | Campinas              | 10º (Série A1) | Moisés Lucarelli          | 19.728     | 0 (não possui)      |
| Portuguesa   | São Paulo             | 6º (Série A1)  | Canindé                   | 21.004     | 3 (último em 1973)  |
| Prudente     | Presidente Prudente   | 3º (Série A1)  | Prudentão                 | 44.414     | 0 (não possui)      |
| Santo André  | Santo André           | 2º (Série A1)  | Bruno José Daniel         | 15.157     | 0 (não possui)      |
| Santos       | Santos                | 1º (Série A1)  | Vila Belmiro              | 21.256     | 18 (último em 2010) |
| São Bernardo | São Bernardo do Campo | 4º (Série A2)  | Primeiro de Maio          | 15.800     | 0 (não possui)      |
| São Caetano  | São Caetano do Sul    | 8º (Série A1)  | Anacleto Campanella       | 16.744     | 1 (2004)            |
| São Paulo    | São Paulo             | 4º (Série A1)  | Morumbi                   | 67.428     | 20 (último em 2005) |

OBS: 1O Guaratinguetá anunciou em 15 de outubro de 2010 sua mudança para a cidade de Americana, passando a ser chamado pelo novo nome e com novo escudo.
2 O Estádio Palestra Itália estará em reformas até 2013. Então o Palmeiras mandará seus jogos no "Pacaembu".

## Série A2

### Participantes
| Equipe            | Cidade                | Em 2010        | Estádio                   | Capacidade |
| ----------------- | --------------------- | -------------- | ------------------------- | ---------- |
| América           | São José do Rio Preto | 11º (Série A2) | Benedito Teixeira         | 32.936     |
| Atlético Sorocaba | Sorocaba              | 15º (Série A2) | Walter Ribeiro            | 13.772     |
| Catanduvense      | Catanduva             | 12º (Série A2) | Sílvio Salles             | 16.474     |
| Comercial         | Ribeirão Preto        | 5º (Série A3)  | Francisco de P. Travassos | 15.360     |
| Ferroviária       | Araraquara            | 2º (Série A3)  | Arena da Fonte Luminosa   | 20.287     |
| Guarani           | Campinas              | 14º (Série A2) | Brinco de Ouro            | 32.453     |
| Marília           | Marília               | 13º (Série A2) | Bento de Abreu            | 17.963     |
| Monte Azul        | Monte Azul Paulista   | 18º (Série A1) | Otacilia Patrício Arroyo  | 11.109     |
| Palmeiras B       | São Paulo             | 3º (Série A3)  | Alfredo Chiavegato 1      | 15.000     |
| PAEC              | São Paulo             | 6° (Série A2)  | Nicolau Alayon            | 9.660      |
| Red Bull Brasil   | Campinas              | 1º (Série A3)  | Moisés Lucarelli          | 19.722     |
| Rio Branco        | Americana             | 20º (Série A1) | Décio Vitta               | 15.765     |
| Rio Claro         | Rio Claro             | 17º (Série A1) | Augusto Schmidt Filho     | 15.969     |
| Rio Preto         | São José do Rio Preto | 16º (Série A2) | Anísio Haddad             | 18.670     |
| São Bento         | Sorocaba              | 10º (Série A2) | Walter Ribeiro            | 13.772     |
| São José          | São José dos Campos   | 5° (Série A2)  | Martins Pereira           | 15.317     |
| Sertãozinho       | Sertãozinho           | 19º (Série A1) | Frederico Dalmazo         | 15.074     |
| União Barbarense  | Santa Bárbara d'Oeste | 8° (Série A2)  | Antonio Lins R. Guimarães | 14.914     |
| União São João    | Araras                | 7° (Série A2)  | Hermínio Ometto           | 15.881     |
| XV de Piracicaba  | Piracicaba            | 4º (Série A3)  | Barão de Serra Negra      | 18.799     |

OBS.: 1: Com o fechamento do Estádio Palestra Itália, o time B do Palmeiras jogará no Estádio Alfredo Chiavegato, na cidade de Jaguariúna, interior de São Paulo.

## Série A3

### Participantes
| Equipe             | Cidade                  | Em 2010        | Estádio                    | Capacidade |
| ------------------ | ----------------------- | -------------- | -------------------------- | ---------- |
| Batatais           | Batatais                | 16º (Série A3) | Oswaldo Scatena            | 8.540      |
| Flamengo           | Guarulhos               | 19º (Série A2) | Antônio Soares de Oliveira | 15.000     |
| Francana           | Franca                  | 10º (Série A3) | Lanchão                    | 15.100     |
| Grêmio Osasco      | Osasco                  | 20º (Série A2) | José Liberatti             | 15.000     |
| Itapirense         | Itapira                 | 15º (Série A3) | Coronel Francisco Vieira   | 5.000      |
| Inter de Limeira   | Limeira                 | 4º (Série B)   | Limeirão                   | 18.000     |
| Inter de Bebedouro | Bebedouro               | 6º (Série B)   | Socrátes Stamato           | 15.500     |
| Juventus           | São Paulo               | 8º (Série A3)  | Rua Javari                 | 4.000      |
| Lemense            | Leme                    | 12º (Série A3) | Brunão                     | 7.018      |
| Osvaldo Cruz       | Osvaldo Cruz            | 17º (Série A2) | Breno Ribeiro do Val       | 13.478     |
| Penapolense        | Penápolis               | 5º (Série A3)  | Tenente Carriço            | 5.717      |
| Paulínia           | Paulínia                | 3º (Série B)   | Luís Perissinoto           | 10.070     |
| Santacruzense      | Santa Cruz do Rio Pardo | 5º (Série B)   | Leônidas Camarinha         | 10.058     |
| São Carlos         | São Carlos              | 13º (Série A3) | Luís Augusto de Oliveira   | 10.000     |
| Sport Barueri      | Barueri                 | 14º (Série A3) | Arena Barueri              | 35.000     |
| Taubaté            | Taubaté                 | 11º (Série A3) | Joaquim de Morais Filho    | 14.531     |
| Taquaritinga       | Taquaritinga            | 18º (Série A2) | Taquarão                   | 18.805     |
| Taboão da Serra    | Taboão da Serra         | 1º (Série B)   | José Ferez                 | 7.000      |
| Velo Clube         | Rio Claro               | 2º (Série B)   | Benitão                    | 8.184      |
| XV de Jaú          | Jaú                     | 6º (Série A3)  | Zezinho Magalhães          | 12.000     |

1. ↑  O Clube Atlético Araçatuba da cidade de Araçatuba, deveria permanecer na Série A3 do campeonato paulista, porém o clube desistiu de continuar suas atividades e por isso a Associação Atlética Internacional de Bebedouro, 6º lugar da Série B do campeonato paulista, conseguiu a vaga para o acesso a série A3.
2. ↑  O Clube Votoraty da cidade de Votorantim, deveria permanecer na Série A2 do campeonato paulista, porém o clube desistiu de continuar suas atividades e por isso o Comercial, 5° lugar na A3 de 2010, ocupou a sua vaga. Com isso, a Associação Esportiva Santacruzense, 5º lugar da Série B do campeonato paulista, conseguiu a vaga para o acesso a série A3.

## Segunda Divisão

### Participantes
| Equipe              | Cidade                |
| ------------------- | --------------------- |
| Américo Brasiliense | Américo Brasiliense   |
| Assisense           | Assis                 |
| Atibaia             | Atibaia               |
| Bandeirante         | Birigui               |
| Barretos            | Barretos              |
| Brasilis            | Águas de Lindóia      |
| CAL/Bariri          | Bariri                |
| Capivariano         | Capivari              |
| Cotia               | Cotia                 |
| Desportivo Brasil   | Porto Feliz           |
| ECUS                | Suzano                |
| Elosport            | Capão Bonito          |
| EC São Bernardo     | São Bernardo do Campo |
| Fernandópolis       | Fernandópolis         |
| Guaçuano            | Mogi Guaçu            |
| Guarujá             | Guarujá               |
| Guariba             | Guariba               |
| Guarulhos           | Guarulhos             |
| Independente        | Limeira               |
| Jabaquara           | Santos                |
| Jaboticabal         | Jaboticabal           |
| Jacareí             | Jacareí               |
| José Bonifácio      | José Bonifácio        |
| Joseense            | São José dos Campos   |
| Manthiqueira        | Guaratinguetá         |
| Matonense           | Matão                 |
| Mauaense            | Mauá                  |
| Nacional            | São Paulo             |
| Olé Brasil          | Ribeirão Preto        |
| Olímpia             | Olímpia               |
| Osasco              | Osasco                |
| Palestra            | São Bernardo do Campo |
| Palmeirinha         | Porto Ferreira        |
| Primavera           | Indaiatuba            |
| Primeira Camisa     | São José dos Campos   |
| Portuguesa Santista | Santos                |
| São Judas Tadeu     | Jaguariúna            |
| São Vicente         | São Vicente           |
| Sumaré              | Sumaré                |
| Tanabi              | Tanabi                |
| Tupã                | Tupã                  |
| União Mogi          | Mogi das Cruzes       |
| União Suzano        | Suzano                |
| Votuporanguense     | Votuporanga           |